# Carles de Valois, duc de Berry
Carles de Valois (26 de desembre de 1446 - 24 de maig de 1472) va ser fill de Carles VII, Rei de França i Maria d'Anjou. Va passar la major part de la seva vida en disputes amb el seu germà Lluís XI.
Carles de Valois va néixer a Tours, últim fill, i quart home, de Carles VII i Maria d'Anjou. En 1461, el seu germà li cedeix el  Ducat de Berry . No satisfet amb això, va començar una guerra contra el seu germà aliant-se a Carles de Charolais. Finalment, es va signar el tractat de Conflans que va obligar el rei a cedir, obtenint Carles el Ducat de Normandia, del qual va ser l'últim governant de facto.
Altres problemes sobrevenir a la relació amb el seu germà, sobretot pel que fa a la guerra entre Carles i el duc de Bretanya. Els germans es van reconciliar a l'abril de 1469, a canvi de Normandia el germà menor es va convertir en el Comte de Guyena.
Carles de Berry va morir a Bordeus a maig de 1472 a causa de tuberculosi.